# Kolleginnen – Für immer
Kolleginnen – Für immer ist ein deutscher Fernsehfilm von Maria von Heland aus dem Jahr 2022 und der zweite Film der ZDF-Kriminalfilmreihe Kolleginnen. Die Erstausstrahlung im Deutschen Fernsehen erfolgte am 29. Oktober 2022 als Samstagabendkrimi im ZDF. Online war der Film bereits eine Woche vorher abrufbar.

## Handlung
Die Kommissarin Irene Gaup und Julia Jungklausen haben gerade eine nächtliche Razzia hinter sich gebracht, als sie gleich am nächsten Tag nach einer Frau suchen sollen. Die Schriftstellerin Regina Schilling ist spurlos verschwunden und die Verwüstung in ihrer Wohnung lassen auf eine Straftat schließen. Der Tisch war für zwei Personen gedeckt, was nahelegt, dass ein Gast erwartet wurde. Rentner Erik Hamann von gegenüber berichtet, dass häufig ein junger Mann zu der Frau kommen würde. Hamann leidet allerdings an fortgeschrittener Demenz und so ist unklar, wie viel dessen Beobachtungen wert sind. Die Befragung der anderen Bewohner des Mietshauses ergeben ebenfalls wenig Ansatzpunkte. Schilling hatte kaum soziale Kontakte und Gaups Mitarbeiterin Wiebke Lohrmann erhofft sich Hinweise aus den Büchern der Autorin. Kommissarin Gaup versucht derweil den Lieferdienst ausfindig zu machen, der Schilling das Essen geliefert hatte.
Inzwischen wird vom Konto der Vermissten Geld abgehoben. Für die Kommissarinnen ein Hinweis auf ein mögliches Tatmotiv. Verdächtigt werden daraufhin zwei Nachbarinnen, die größere Geldprobleme haben und nachweislich zur Zeit des Verschwindens von Schilling kein Alibi. Eine weitere Verdächtige findet sich anhand von Recherchen in Schillings Vergangenheit. So hatte sie früher mit einem verheirateten Mann ein Affäre. Als dieser die Beziehung beendete und kurz darauf mit seinem Wagen tödlich verunglückte, behauptete dessen Ehefrau, Anja Prinz, Schilling hätte die Bremsen manipuliert und wäre schuld am Tod ihres Mannes. Ein Zeuge berichtet zudem, dass Prinz im Besitz einer Waffe wäre. Als die Kommissarinnen die Pistole einfordern wollen, ist sie verschwunden.
Weitere Ermittlungen ergeben, dass Schilling spät in der Nacht ihres Verschwindens mit ihrer Lektorin Katharina von Lieven telefoniert hatte und dass Samir Farro, deren Lebensgefährte, bei dem Lieferdienst arbeitet, bei dem Schilling das Essen bestellt hatte. Bei der Vernehmung gibt Farro zu mit Schilling, die ihn bei seinen eigenen schriftstellerischen Versuchen beraten sollte, in Streit geraten sei. Sie wäre gestürzt, hätte aber gelebt als er fluchtartig das Haus verlassen hätte.
Als Katharina von Lieven angeschossen aufgefunden wird, verdächtigt man zunächst Farro. Die Kommissarinnen suchen ihn und finden ihn in einem leerstehenden Gebäude. Hier treffen sie auch auf die vermisste Schilling. Mit einer Waffe in der Hand bedroht sie Farro, den sie zwingen will mit ihr zu kommen, weil er „jetzt frei“ wäre. Die eintreffenden Kommissarinnen überwältigen Schilling und nehmen sie fest.

## Produktion
Die Dreharbeiten zu Kolleginnen – Für immer fanden im Zeitraum vom 6. Oktober bis zum 5. November 2021 in Berlin statt.

## Rezeption

### Kritik
Martina Kalweit von tittelbach.tv meinte: „Der zweite Fall setzt die Berliner Kommissarinnen Gaup und Jungklausen auf die Spur einer verschwundenen Bestsellerautorin. ‚Kolleginnen – Für immer‘ (ZDF / Real Film Berlin) tangiert viele gesellschaftlichen Untiefen, gerät darüber aber gefährlich vom Krimi-Kurs ab. Das Setting entspricht der Auftaktfolge und schraubt die Animositäten zwischen den Hauptfiguren deutlich herunter. Dabei kommt allerdings in den Ermittlungen bis zum finalen Twist kaum Spannung auf. Schade. Etwas mehr als im Allerlei der Samstagskrimireihe ‚die zwei mit dem einen Mann‘ zu sein hätten Caroline Peters und Natalia Belitski verdient.“
Bei der Frankfurter Rundschau nannte Harald Keller den Film: „Eine Balance zwischen Kriminalerzählung und komplizierten Beziehungen.“
Tilmann P. Gangloff urteilte für evangelisch.de und schrieb: „Der zweite Krimi mit Caroline Peters und Natalia Belitski verzichtet völlig auf den Zickenkrieg des Auftakts und stellt weniger die Unterschiede, sondern vor allem die Gemeinsamkeiten der Berliner LKA-Ermittlerinnen in den Vordergrund.“
Bei prisma.de meinte Elisa Eberle: „Die durchaus spannenden Ermittlungen von Irene Gaup und Julia Jungklausen bringen einige schmutzige Details ans Licht. Bald schon scheint es, als habe jede der Figuren ein dunkles Geheimnis. Unterbrochen wird das Ganze vom privaten Geplänkel zwischen den Kommissarinnen.“ „Ein kniffliger Fall“ und der hat „hat fraglos seine Momente.“
Oliver Armknecht von film-rezensionen.de schrieb: „Nach dem katastrophalen ersten Teil stellt ‚Kolleginnen: Für immer‘ zumindest eine Verbesserung dar. Manche missglückten Elemente wurden reduziert, der Fall um eine verschwundene Autorin hat ein paar nette Einfälle. Da aber noch immer manches nervt und die Auflösung enttäuscht, ist die Reihe auch beim zweiten Anlauf unterdurchschnittlich.“

### Einschaltquoten
Die Erstausstrahlung von Kolleginnen – Für immer am 29. Oktober 2022 wurde in Deutschland von 4,98 Millionen Zuschauern gesehen und erreichte einen Marktanteil von 19,1 % für das ZDF.